# Piotr Glebov
Pour les articles homonymes, voir Glebov.
Piotr Petrovitch Glebov (en russe : Пётр Петрович Глебов), né le 14 avril 1915 à Moscou (Empire russe) et mort le  17 avril 2000 à Moscou (Russie), est un acteur soviétique de théâtre et de cinéma.

## Biographie
Piotr Glebov naît à Moscou. Descendant de la Famille Glebov, il est le petit-fils de Vladimir Glebov (1850-1926), entrepreneur et membre du Conseil de l'Empire et la princesse Sophie Nikolaevna Troubetzkaïa (1854-1936). Il est cousin de Sergueï Mikhalkov.
En 1937-1940, il étudie au Studio d'opéra et de théâtre de Stanislavski à Moscou, élève de Mikhaïl Kedrov (1894-1972). Depuis 1941, il est acteur au studio d'opéra et de théâtre Stanislavski (depuis 2015 - Électrothéâtre Stanislavski).
Avec le déclenchement de la Seconde guerre mondiale, il se porte volontaire pour le front. Il sert dans le régiment d'artillerie anti-aérienne dans le secteur ouest de la région de Moscou : Otchakovo-Matveïevskoïe, Peredelkino, aéroport de Vnukovo. Pendant le service, en raison de la proximité de Moscou, avec l'autorisation du commandement, avec d'autres acteurs-combattants, il joue au théâtre.
Après la guerre, il retourne au théâtre, où il joue jusqu'en 1969. Il participe aux représentations de Les Trois Sœurs de Tchekhov, Les Jours des Tourbine de Boulgakov, Les Sorcières de Salem de Miller et d'autres.
Depuis les années 1940, il fait de petites apparitions à l'écran. Son premier rôle notable, il joue dans le film de prévention sur la consommation d'alcool Je ne me souviens de rien (1954).
Piotr Glebov est surtout connu pour avoir interprété Grigori Melekhov dans le film Le Don paisible (1957), réalisé par Sergueï Guerassimov et distingué par un premier prix au Festival international du film de Moscou en 1958,,.
Depuis 1969, il fait partie de la troupe du théâtre national d'acteur de cinéma.
Il est nommé Artiste du peuple de l'URSS le 7 décembre 1981.
Décédé le 17 avril 2000 à l'âge de 86 ans à Moscou, trois jours après son 85e anniversaire, il est inhumé au cimetière Vagankovo. On lui décerne un ordre du Mérite pour la Patrie, pour une grande contribution au développement du cinéma national le 15 avril 2000, le quarantième jour après sa mort, il sera remis à sa fille Elena.

## Adresse
- 37 rue Ostojenka à Moscou.

## Filmographie partielle

### Au cinéma
- 1947 : Le train va vers l'est (Поезд идёт на восток, Poezd idyot na vostok) de  Youli Raizman : militaire à la gare de Moscou
- 1956 : Meurtre dans la rue Dante (Убийство на улице Данте) de Mikhaïl Romm : partisan
- 1958 : Le Don paisible (Тихий Дон, Tikhiy Don) de Sergueï Guerassimov : Grigori Melekhov
- 1960 : Le Ciel de la Baltique (Балтийское небо) de Vladimir Venguerov : Lunine, pilote
- 1967 : Vengeance (Возмездие) de Aleksandr Stolper : épisode
- 1969 : Non justiciable (Неподсуден) de Vladimir Krasnopolski : général d'aviation
- 1971 : Libération (Освобождение) de Iouri Ozerov : Pavel Rotmistrov
- 1975 : Au bout du monde (На край света…, Na kraï sveta) de Rodion Nakhapetov : oncle Vassia
- 1980 : La Jeunesse de Pierre Le Grand (Юность Петра, Younost Petra) de Sergueï Guerassimov : tzigane
- 1981 : Le Début des affaires glorieuses (В начале славных дел) de Sergueï Guerassimov : tzigane
- 1981 : Les Gars (Мужики, Moujiki) de Iskra Babitch : père de Pavel
- 1985 : Bataille de Moscou (Битва за Москву) de Youri Ozerov : Semion Boudienny